# 도마뱀자리 10
도마뱀자리 10(10 Lacertae)은 도마뱀자리에 위치한 O형 주계열성이다. 지구로부터 약 1,125광년 떨어진 곳에 있으며, 밤하늘에서 맨눈으로 볼 수 있는 흔치 않은 O형 항성 중 하나이다.
이 별은 20세기 초 MKK 항성분류 체계하에서 외뿔소자리 S와 함께 O형 주계열성의 기준점으로 지정되었다. 대표 분광형은 O9 V로 O형 중에서도 상대적으로 차가운 분광형의 대표별이다.
O형 주계열성은 자체의 광도가 높아 먼 곳에 있더라도 눈에 잘 띈다. 그러나 2,000만 개 항성 중 1개만 있을 정도로 그 숫자가 너무 적기 때문에 관측할 수 있는 대상 역시 몇 되지 않는다 (우리 은하내에서 4000억개의 항성들 중 O형 주계열성은 2만개 남짓으로 추정). 도마뱀자리 10의 밝기는 4.9등급으로 맨눈으로 희미하게 보일 수준인데, 이 별과 우리 사이에 놓여 있는 성간 구름을 걷어낸다고 가정하면 밝기는 4.53등급까지 올라갈 것이다.
도마뱀자리 10으로부터 A 분광형의 짝별이 약 20,000AU 떨어진 곳에 자리잡고 있는 것으로 추측되나, 둘이 중력으로 묶여 있는지 아닌지는 제대로 검증되지 않았다. A형 짝별 근처에 행성이 있다면, 그 행성에서 바라본 도마뱀자리 10은 보름달 밝기의 4배로 하늘에서 빛날 것이다. 다만 항성진화 이론에 따르면 둘은 서로 묶여 있지 않을 것으로 보이는데, 그 이유는 도마뱀자리 10과 같은 O형 항성은 수명이 매우 짧기 때문에 A형 별의 상태를 고려할 때 동시에 태어났다고 보기 힘들기 때문이다.
도마뱀자리 10은 1천만 년 내로 내부에 있는 수소를 모두 태워 버릴 것이며 이후 급속히 죽음을 향해 진화한 뒤 초신성 폭발로 일생을 마칠 것이다.

## 참고 문헌
- Jim Kaler. “10 LAC (10 Lacertae)” (영어). www.astro.illinois.edu. 2009년 5월 25일에 확인함.

1. 1 2 3  “10 Lacertae”. 《SIMBAD Astronomical Database》. Centre de Données astronomiques de Strasbourg. 2014년 1월 6일에 확인함.
2. ↑  Garrison, R. F. (1994). “A Hierarchy of Standards for the MK Process”. 《Astronomical Society of the Pacific》. Bibcode:1994ASPC...60....3G.